# Richard Gore Brabazon Davids
Richard Gore Brabazon Davids (Carnarvon, 26 de abril de 1854 - São Paulo, 24 de abril de 1952) foi um engenheiro elétrico, empresário e empreendedor galês, com destacada participação na instalação das primeiras linhas elétricas no estado de São Paulo.
No Brasil, trabalhou por algum tempo como engenheiro eletricista na Ferrovia Paulista e posteriormente juntou-se à Ferrovia Mogiana, nessa mesma função. Depois de 16 anos no ramo das estradas de ferro, ele comprou uma fazenda de café, em Pedreira (SP), permanecendo como engenheiro consultor da Companhia Mogiana de Estradas de Ferro.
Na cidade de São Carlos do Pinhal, projetou e construiu a casa de força e as linhas de transporte e distribuição. São Carlos foi a primeira cidade do Brasil a ter corrente elétrica alternada de alta tensão disponível para uso público e privado.
Em 1885, o Sr. Davids instalou iluminação elétrica nos escritórios da Paulista e da estação ferroviária de Campinas, tendo acompanhado o Imperador Dom Pedro II, numa visita a esses lugares, ocasião em que Sua Majestade aproveitou para louvar e admirar estas instalações. Dois anos mais tarde, construiu a primeira linha telefônica em Campinas e em várias ocasiões, atuou como engenheiro consultor para diversas empresas.
Em 1904 o Sr. Davids assumiu a função de engenheiro-chefe da Companhia "City of Santos Improvements Ltd.", de onde saiu em 1907, para iniciar os trabalhos da construção de um túnel e outras obras públicas em Cabuçu, para incrementar o fornecimento de água para a cidade de São Paulo.
Foi enviado pelo Conselheiro Antonio Prado para entrevistar o Sr. Thomas A. Edison, nos Estados Unidos, com o objetivo de estudar as possibilidades de implementar a primeira instalação de luz elétrica em São Paulo. Seus restos mortais estão sepultados no Cemitério da Consolação, em São Paulo.